# San Paolo (Cantù)

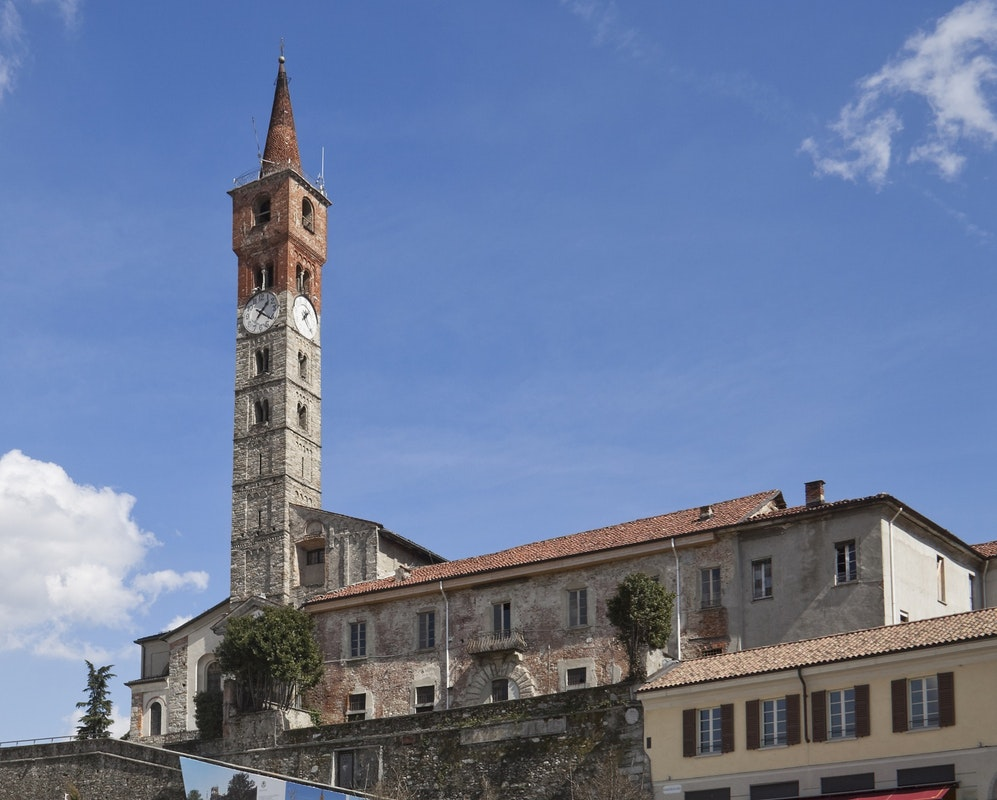
Die Basilika San Paolo neben der Burg Pietrasanta

Die Basilika San Paolo ist eine Kirche im Zentrum von Cantù in der Lombardei, Italien. Die Propsteikirche gehört über die Pastoralgemeinschaft San Vincenzo zum Erzbistum Mailand. Sie ist dem Apostel Paulus gewidmet und trägt den Titel einer Basilica minor. Die Kirche wurde ursprünglich Ende des 11. Jahrhunderts im romanischen Stil auf einer Anhöhe über der Stadt errichtet.

## Geschichte
Der romanische Bau wurde insbesondere in der zweiten Hälfte des 16. Jahrhunderts als neue Propsteikirche umfassend umgestaltet. Ein Säulengang, der das Gebäude vom Portikus bis zur Sakristei umgab, wurde abgerissen, um zwei Seitenschiffe zu errichten. Statt einer hölzernen Kassettendecke wurden Tonnengewölbe aus Ziegeln eingezogen. Der Portikus wurde durch ein Pronaos ersetzt. Ende des 18. Jahrhunderts stellte der Architekt Carlo Felice Soave die Kapelle des Heiligen Kreuzes fertig.
1950 wurde die Kirche San Paolo von Papst Pius XII. in den Rang einer Basilika minor erhoben.

## Architektur und Ausstattung
Die dreischiffige Basilika ist über eine imposante Treppe zugänglich. Das Hauptschiff zeichnet sich durch Glasmalereien des Malers Luigi Migliavacca (1930) aus. Der Chorraum zeigt eine Reihe von Darstellungen des heiligen Paulus, so das Fresko des Gewölbes aus dem 19. Jahrhundert. Auf den Buntglasfenstern des Chors ist der Heilige während des Sturzes vom Pferd, der Bekehrung und der Verfolgung in Rom dargestellt. Die Kirche beherbergt auch ein Gemälde, das das Martyrium der heiligen Apollonia von Alexandria darstellt. Über den Serizzosäulen zwischen den Kirchenschiffen sind vierzehn Medaillons angebracht, die die Apostel und Heiligen Markus, Lukas und Paulus darstellen. In der Sakristei wird ein Gemälde von Camillo Procaccini (1551–1629) aufbewahrt.

## Campanile
Der Kirchturm diente im Mittelalter als Turm für die nahe gelegene Burg von Pietrasanta. Der untere Teil aus Bruchstein ist noch romanisch. Er wurde im 16. Jahrhundert mit einem zweistöckigen Glockenturm aus Ziegelsteinen versehen, der durch eine von Pellegrino Tibaldi entworfene hohe Turmspitze, ebenfalls aus Ziegelstein, überragt wird. Das Geläut aus dem 20. Jahrhundert umfasst fünf Glocken.